# 谢肉节
谢肉节 （俄语：Ма́сленица）又称送冬节，烤薄饼周。是一个从俄罗斯多神教时期就流传下来的传统俄罗斯节日。后来由于俄罗斯民众开始信奉东正教，该节日与基督教四旬斋之前的狂欢节发生了联系。现在谢肉节的开始日期为每年东正教复活节前的第8周，例如2009年的谢肉节从2月23日一直持续到3月1日

## 起源和演变
谢肉节起源于多神教时期的俄罗斯春耕节。马斯列尼察（Ма́сленица）是斯拉夫神话中的女神。在神话故事中，春神和战争之神亞里洛战胜了黑暗，给人们带来温暖。大约在2月末和3月初，人们烹制出象征太阳的金黄色圆形薄饼，在节日的最后一天烧掉象征马斯列尼察的稻草人以表示春天的来临。俄国人往往将此节日视作新年的开始。大约从公元二世纪起俄国人就已经庆祝这一节日。东正教传入俄罗斯以后，教会将节日的日期改到了大斋戒之前。因为在大斋戒中不得吃肉，所以这一周又成为人们向肉食品告别的日子，因此称为谢肉节。
历代沙皇也曾在自己的宫殿中或是在莫斯科举办谢肉节活动。苏联政府时期，该节日的宗教意义被淡化，此后谢肉节的传统逐渐遭到人们淡忘。2002年，莫斯科市宣布该节日为城市节日，莫斯科市将在节日期间举行彩车游行等活动。2005年，谢肉节被确定为全俄罗斯联邦的节日。

## 习俗

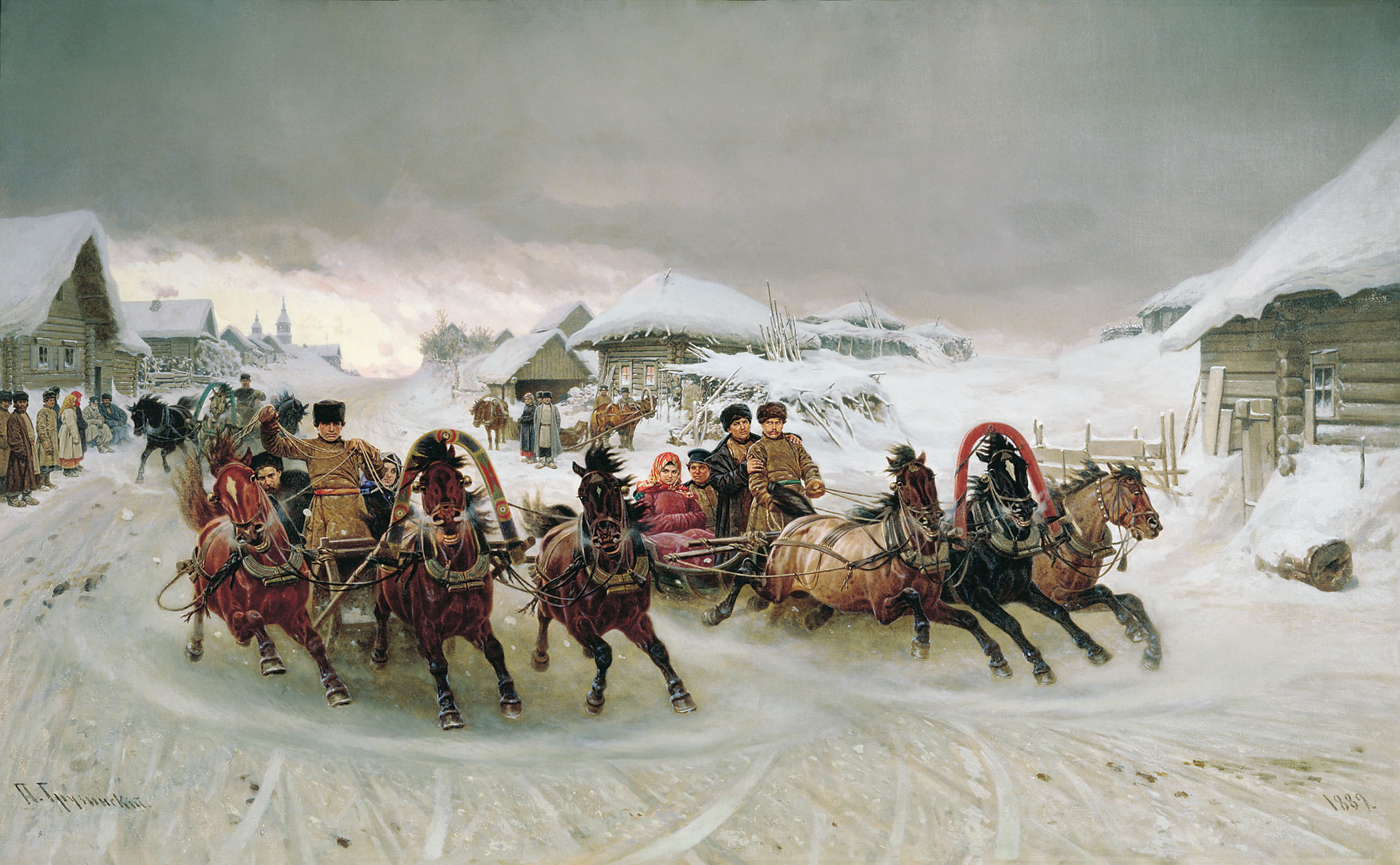
人们在节日期间驾驶三套马车比赛

谢肉节最古老也是最重要的传统就是烹饪并食用名为布利尼的烤薄饼。这种薄饼呈金黄色，象征着太阳，表示春天的来临和白天越来越长。这种薄饼原先用荞麦粉、黄油、鸡蛋、牛奶、土豆或奶油、调味料制作而成，近年来随着人们生活水品的提高，开始逐渐向其中加入面粉成分。食用的时候，用薄饼将鱼子酱或是三文鱼卷起。舞蹈，歌唱，滑雪，滑冰，拳击等体育活动也是谢肉节必不可少的节目。
谢肉节分为两部分：周一到周三被称为小谢肉节，周四到周日被称为大谢肉节。在这一周之中，每一天都有不同的庆祝方式和主题。
- 星期一：迎春日（迎节日），小谢肉节从这一天开始。这一天人们要烹制薄饼，传统上，第一张薄饼会送给穷人以示对死者的纪念。[11]早上儿媳会回娘家，晚上公公婆婆去亲家做客，商讨游园会的事件、地点，确定邀请的客人。提前堆好雪山，搭建好秋千、戏台。人们用旧衣服、稻草等制作草人，将其用木桩固定，用雪橇游街。[12] 在维捷布斯克州的一些城镇这一天会举行特别的“白俄罗斯仪式”——“埋爷爷”。镇子里中的一户人家将模仿男性生殖器形状的物件装到草人上，置于棺材中，并由结过婚的女人哀悼。随后人们把棺材运送到墓地，将其埋到雪里或者烧掉。[13]这种仪式被列入白俄罗斯非物质历史文化遗产目录。[14]
- 星期二：始欢日（娱乐日），未婚的男女青年在这一天互相走动，进行滑雪游戏，寻找自己的意中人，为了大斋期结束后在红山节这一天举行婚礼。[15]
- 星期三：宴请日（美食日），岳母邀请女婿到家中吃薄饼，并传达女儿对他的爱意。岳母除了邀请女婿以外，还会邀请其他客人来家里做客。[16]
- 星期四：狂欢日（醉酒日），活动的高潮，从这天起开始庆祝大谢肉节。人们放下家务活，在街上纵情享乐，开怀畅饮：滑雪橇、参加拳斗比赛和酒宴、跳过点燃的篝火。狂欢活动的主角是占领雪城堡。[17]
- 星期五：宴请日，新女婿邀请岳母及其家人吃薄饼。
- 星期六：小姑日，新婚妻子邀请他们丈夫的姐妹到家中吃薄饼。
- 星期日：宽恕日，人们在这一天拜访亲朋好友，要求他们宽恕自己在过去一年中犯下的过错。在这一天，人们还要烧掉象征冬天的稻草人，寓意将冬天送走。[18]有时人们则会将女性打扮成马斯列尼察，再将她扔向雪堆以示送走冬天。[16]